# 莫扎特广场 (萨尔茨堡)

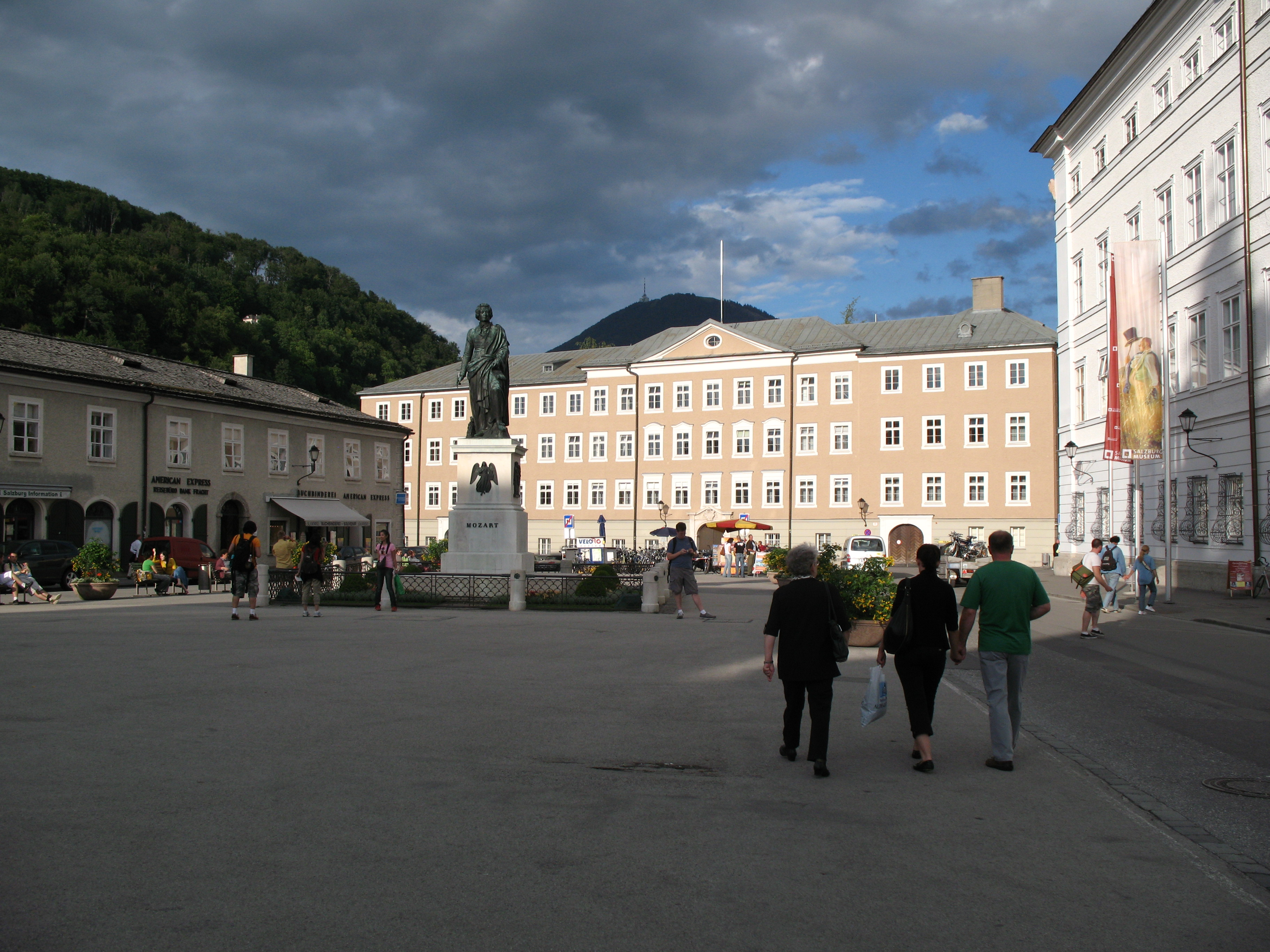
莫扎特广场

莫扎特广场（Mozartplatz）是奥地利萨尔茨堡古城区一个有代表性的矩形广场，开辟于1588年。从大学广场和老市集广场（Alter Markt）向东，经主教宫广场穿过该广场去右岸，为一条重要的东西路线。
莫扎特广场1号是新主教宫（Neue Residenz），现为萨尔茨堡博物馆。

## 莫扎特纪念碑

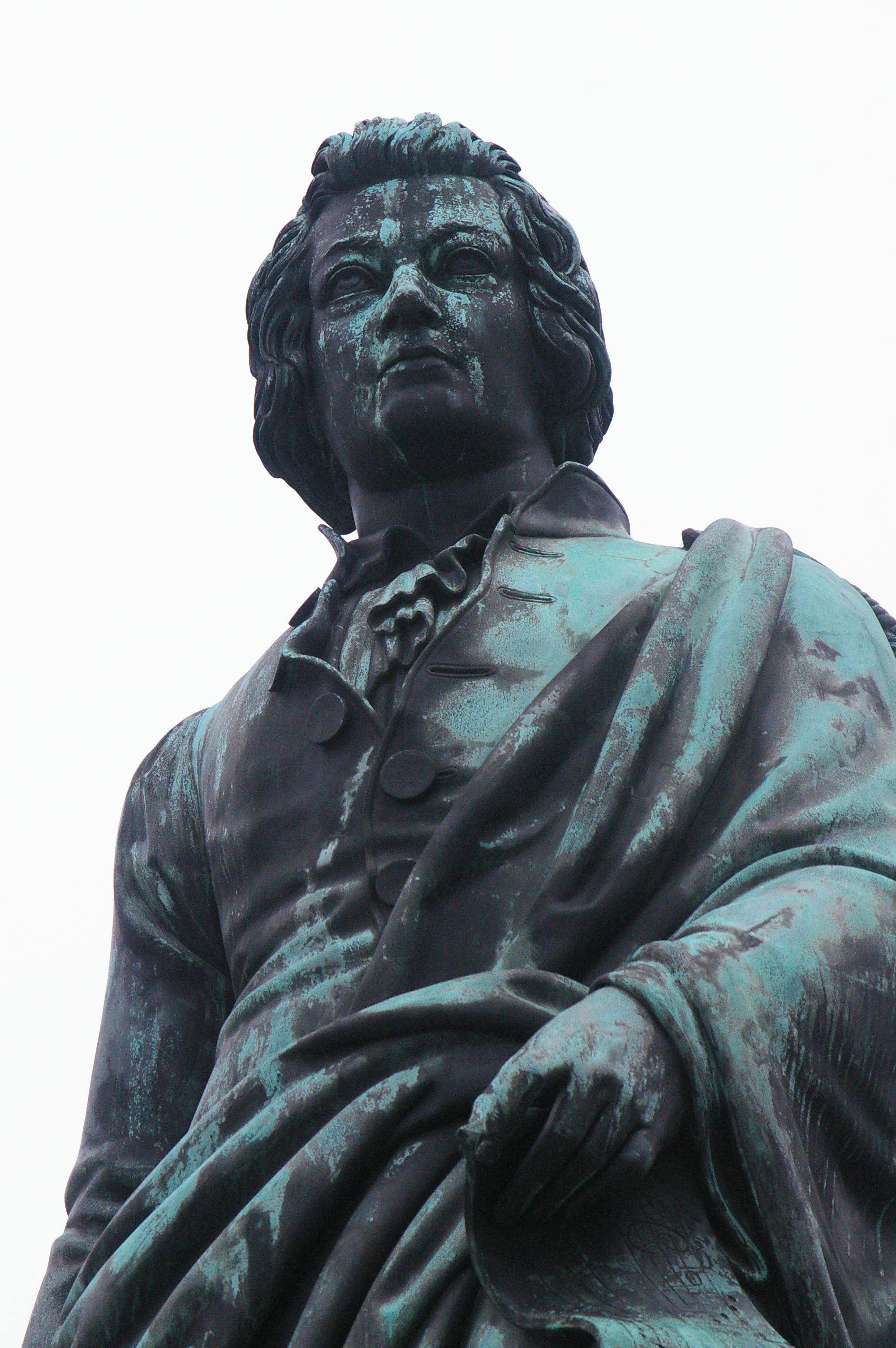
莫扎特纪念碑
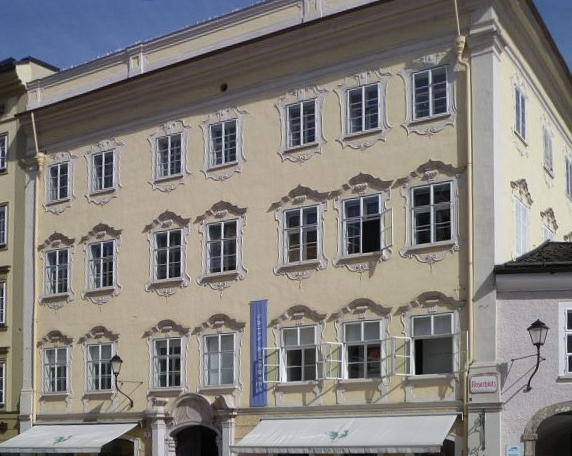
莫扎特广场4号
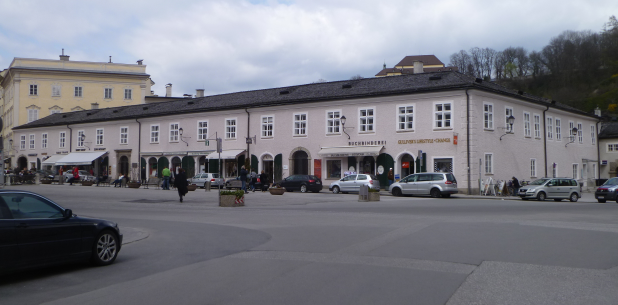
莫扎特广场5-7号
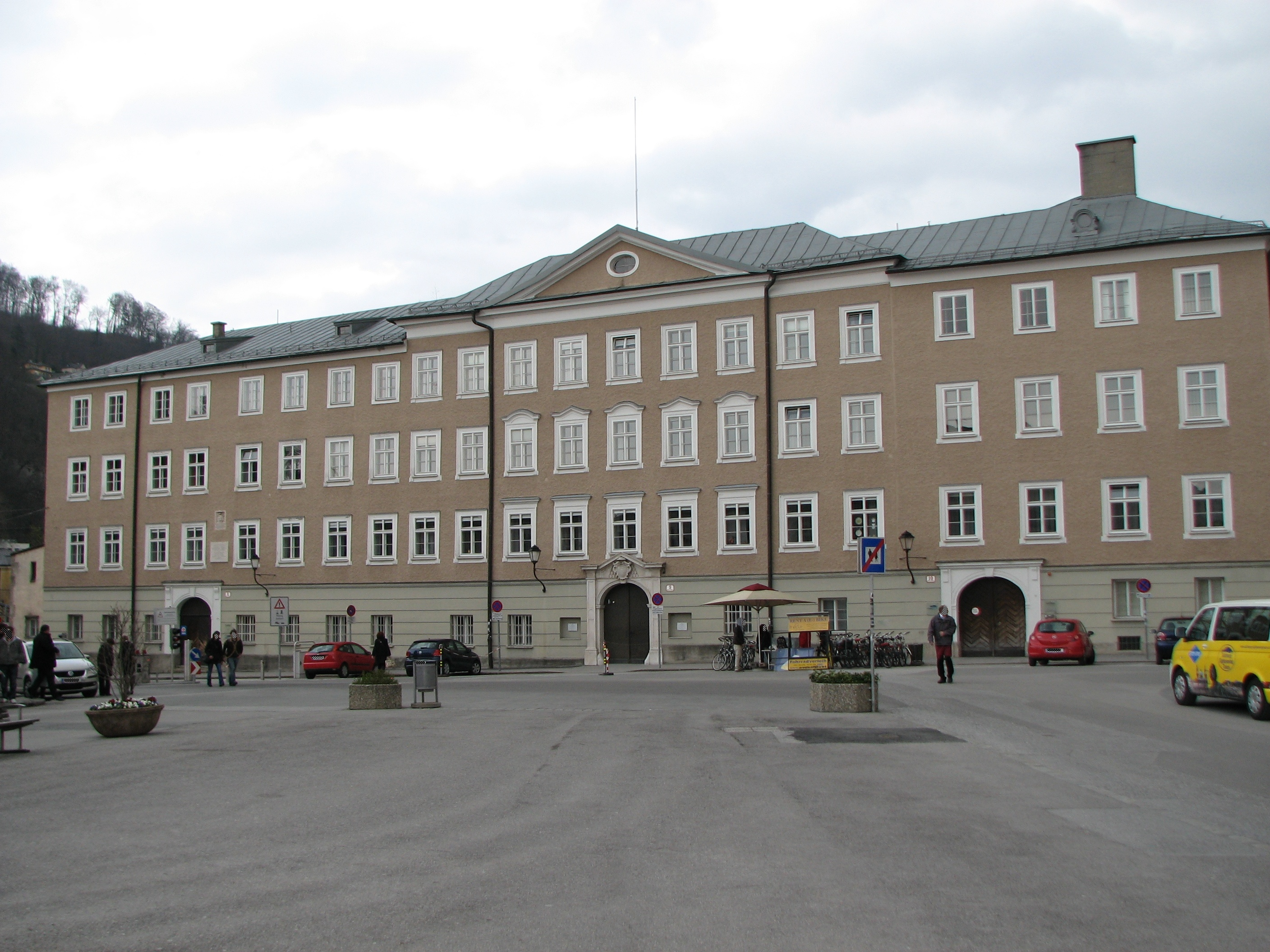
莫扎特广场8、9、10号